# Y Farm Military Cemetery
Le cimetière « Y Farm Military Cemetery » est un cimetière de la Première Guerre mondiale situé à Bois-Grenier (Nord).

## Victimes
| Pays             | Victimes |
| ---------------- | -------- |
| Royaume-Uni      | 529      |
| Canada           | 24       |
| Australie        | 163      |
| Nouvelle-Zélande | 43       |
| Afrique du Sud   | 3        |
| Inde             | 58       |
| Allemagne        | 2        |
| Total            | 822      |

## Coordonnées GPS
50° 38′ 22″ nord, 2° 51′ 51″ est